# گونتر بریتزکه
گونتر بریتزکه (انگلیسی: Günter Breitzke؛ زادهٔ ۲۹ ژوئن ۱۹۶۷) بازیکن فوتبال اهل آلمان است.
از باشگاه‌هایی که در آن بازی کرده‌است می‌توان به باشگاه فوتبال برگیش گلادباخ اشاره کرد.